# Flaminio Mancaleoni
Flaminio Mancaleoni (Sassari, 21 settembre 1867 – Sassari, 17 marzo 1951) è stato un giurista e politico italiano.

## Biografia
Originario del capoluogo sassarese, il suo cognome è dovuto alla fusione dei cognomi paterno e materno Manca e Leoni. Il padre Salvatore, fu uno dei fondatori del partito Monarchico Costituzionale nonché uno dei maggiori attori nella rivolta che portò alla cacciata dei gesuiti dall’Università di Sassari.
Laureatosi nel 1890, il giurista e storico sassarese vinse due concorsi nelle Università di Cagliari e Macerata, ma ricevette anche una chiamata dall’Università di Parma dove prese servizio insegnando istituzioni di diritto romano. Tornato ben presto a Sassari, la carriera accademica procedette speditamente e già nel 1905 fu ordinario di diritto romano e supplente di diritto ecclesiastico. Dopo essere stato preside della facoltà di giurisprudenza, divenne rettore dell’Università di Sassari nel difficile periodo dal 1916 al 1919 succedendo ad Angelo Roth.
Successivamente chiese il trasferimento all’ Università di Napoli, situazione che durò poco meno di un anno, prima di tornare a Sassari dove iniziò il suo impegno politico vestendo la fascia di Sindaco dal 6 novembre 1920 fino al 23 giugno 1923; lottando, tra l’altro, per evitare la soppressione dell’ateneo sassarese. Alla fine del secondo conflitto mondiale, si dedicò ai suoi studi e alla professione di avvocato. Morì a Sassari il 17 marzo 1951 a 84 anni.